# Sant'Olcese
Sant'Olcése (Sant'Orçeise in ligure) è un comune italiano sparso di 5 542 abitanti della città metropolitana di Genova in Liguria. La sede comunale è situata nella frazione di Piccarello, in posizione centrale rispetto alle altre frazioni.

## Geografia fisica

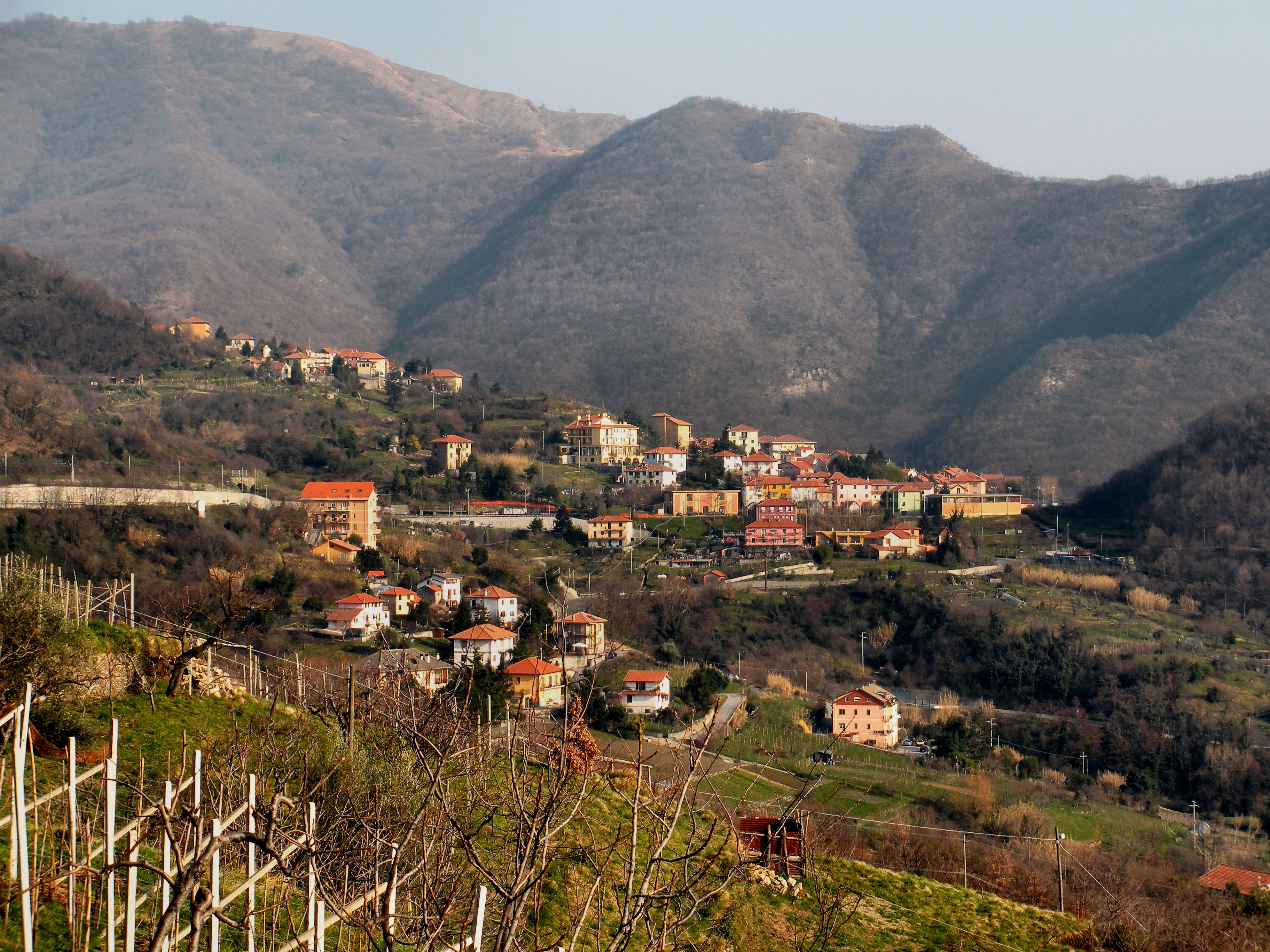
La frazione Vicomorasso

Il comune di Sant'Olcese è situato in alta val Polcevera, lungo il torrente Sardorella, a nord di Genova, formato da diverse frazioni e numerosi piccoli nuclei di case sparse.
Il territorio santolcesino comprende la valle del torrente Sardorella, dove si trovano le principali località, e quella del rio Comago (con l'omonima frazione e il parco di villa Serra), ma si estende anche su parte della valle del rio Pernecco, affluente del torrente Secca (dov'è il villaggio di Busalletta e dove si snoda il percorso naturalistico di Ciaè) e nella val Bisagno, dove si trova la frazione di Trensasco.
Il corso d'acqua principale è il torrente Sardorella, subaffluente del Polcevera, che nasce dal monte Carossino, sullo spartiacque appenninico tra la val Polcevera e l'alta valle Scrivia e confluisce nel Secca presso Manesseno, a poca distanza dalla confluenza di questo nel Polcevera.
Tra le vette del territorio il monte Carossino (839 m), La Sella (812 m), il monte Alpe (799 m), il monte di San Michele (650 m), il monte Mezzano (637 m), il monte Butegna (566 m), il bric di Carrè (552 m), il monte Rostegasso (549 m), il monte Cassinassa (510 m), il monte Bastia (444 m), il monte Trensasco (414 m), il monte Corona (340 m).
Le frazioni più popolate sono situate nella bassa valle del rio Sardorella; in particolare Manesseno, per la sua vicinanza a Genova (quartiere di Bolzaneto), nel XX secolo ha visto un notevole sviluppo urbanistico (sia di tipo residenziale sia insediamenti commerciali e industriali). Nel fondovalle, a monte di Manesseno si trovano Arvigo e Piccarello (sede comunale) e, risalendo la valle, Sant'Olcese e Vigomorasso sul versante destro, Torrazza, Campi e San Lorenzo di Casanova sul versante sinistro.

## Storia

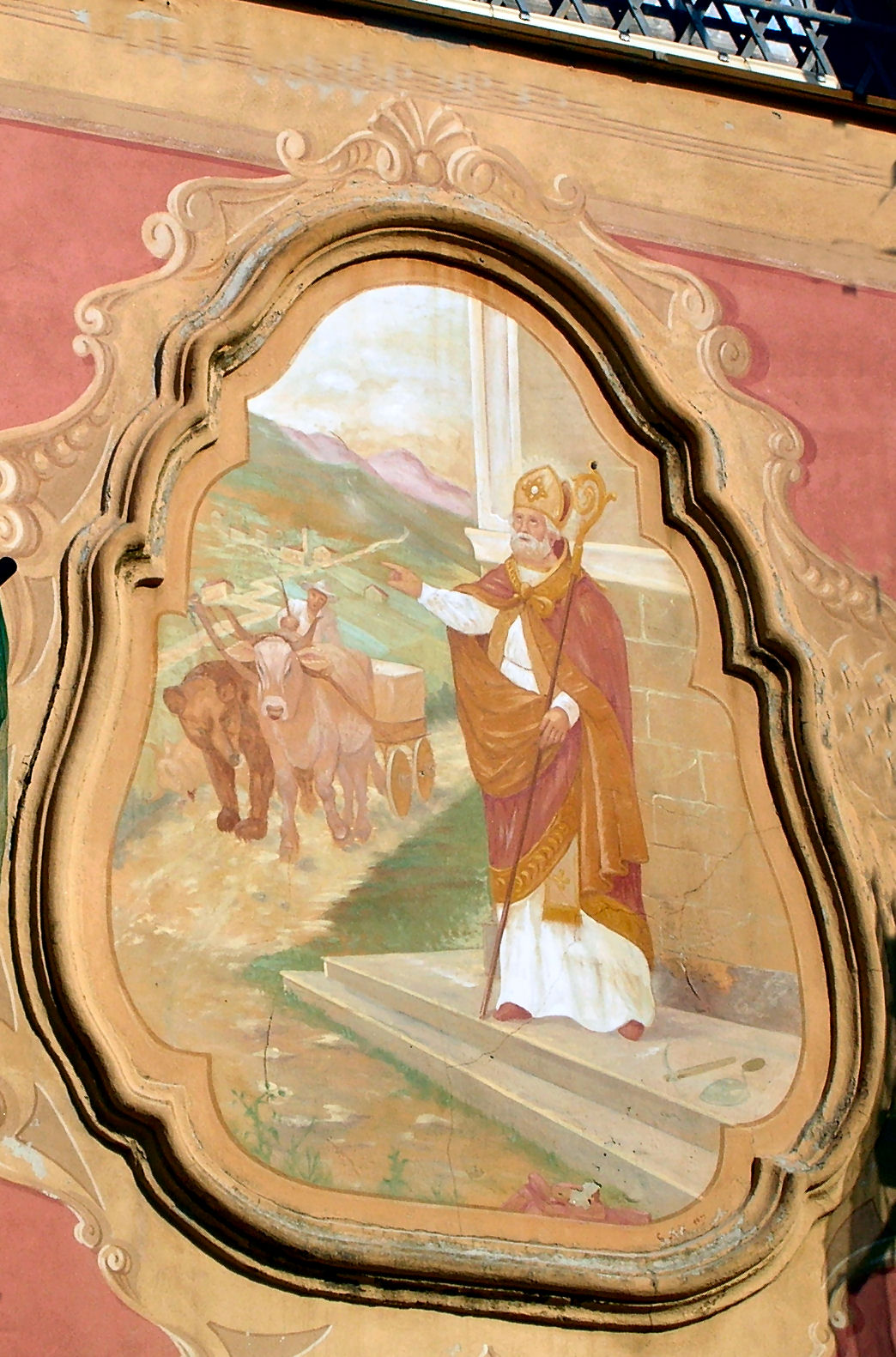
Dipinto sulla facciata della chiesa di Sant'Olcese raffigurante il "miracolo dell'orso". Secondo una leggenda, il santo addomesticò un orso che terrorizzava il paese, aggiogandolo a un carro al posto di un bue ucciso dalla belva.

Probabilmente, in epoca romana, il suo antico toponimo era Valle Ombrosa che fu poi cambiato in "Sant'Olcese" come omaggio al vescovo Olcese che, nel V secolo, a causa delle invasioni barbariche nella Gallia, fuggì in queste zone. Le sue reliquie, ritrovate nel 1155, sono oggi conservate nella chiesa parrocchiale del paese, a lui dedicata.
Le prime notizie storiche del piccolo paese risalgono però al 1146 e riguardano la chiesa parrocchiale. Il territorio santolcesino seguì quindi le vicende storiche di Borzoli, oggi quartiere di Genova, entrando a far parte nelle proprietà dei marchesi di Savona e, dal 1216, in quella del vescovo di Albenga Oberto II che cedette successivamente i possedimenti alla Santa Sede.
Il paese nel gennaio del 1367 fu coinvolto nelle lotte fra le fazioni politiche che si contendevano il potere nella Repubblica di Genova; durante questi scontri, gli uomini della fazione che faceva capo alla famiglia Fieschi incendiarono la chiesa, poi ricostruita nel 1387. Dal 1385 fu quindi possedimento della famiglia Adorno, all'interno del comune di Genova, che qui costruì un castello nell'odierna frazione di Vicomorasso; quest'ultimo andò completamente distrutto nel 1395 nel corso di nuovi scontri tra le famiglie Guarchi, Montaldo e gli stessi Adorno.
Nel 1656 la popolazione di Sant'Olcese venne decimata dall'epidemia di peste che colpì la repubblica genovese.
Negli anni 1746-1747, quando la Repubblica di Genova fu coinvolta nella guerra di successione austriaca, tutta la val Polcevera fu invasa dalle truppe austriache guidate dal generale Antoniotto Botta Adorno, e anche Sant'Olcese subì le conseguenze di quella dura occupazione. Molti abitanti si rifugiarono a Genova, mentre la chiesa fu saccheggiata e molte case, fienili e vigneti distrutti.

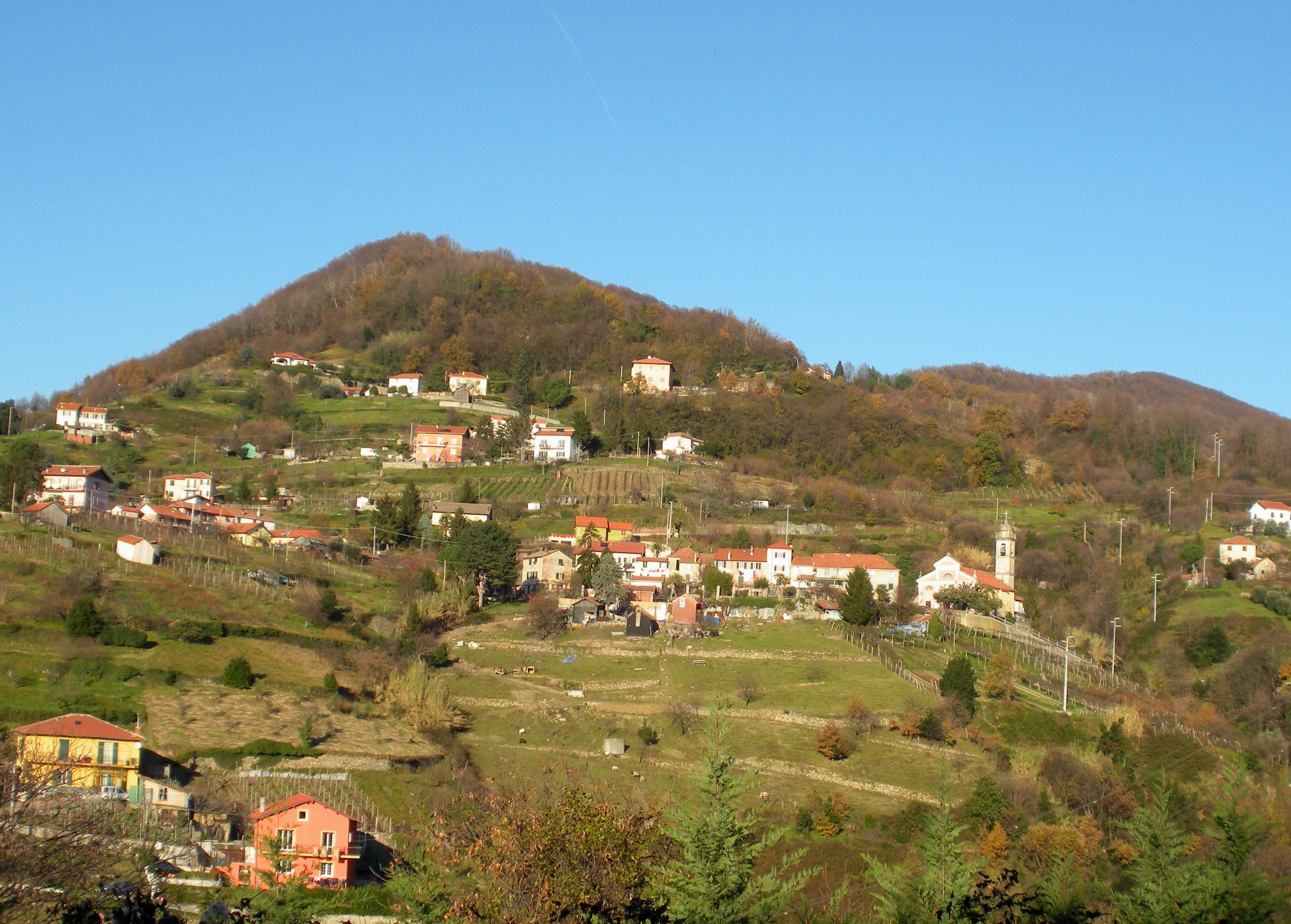
La frazione di Comago

Nel 1797 con la nuova dominazione francese di Napoleone Bonaparte rientrò dal 2 dicembre nel dipartimento della Polcevera, con capoluogo Rivarolo, all'interno della Repubblica Ligure. Dal 28 aprile del 1798 con i nuovi ordinamenti francesi, Sant'Olcese divenne capoluogo del XIII cantone della giurisdizione del Polcevera e dal 1803 centro principale del II cantone della Polcevera nella giurisdizione del Centro. Nel 1804 la municipalità di Sant'Olcese aggrega gli ex comuni di Casanova, Comago, Manesseno e Orero; nel 1806 cede la frazione di Casanova al comune di Bolzaneto. Annesso al Primo Impero francese dal 13 giugno 1805 al 1814 venne inserito nel dipartimento di Genova.
Nel 1815 fu inglobato nel Regno di Sardegna, così come stabilì il congresso di Vienna del 1814, e successivamente nel Regno d'Italia dal 1861. Dal 1859 al 1926 il territorio fu compreso nel III mandamento di Rivarolo del circondario di Genova dell'allora provincia di Genova. Gli ultimi interventi sui confini comunali vengono attuati tra il 1877 e il 1878 con la cessione di Orero al comune di Serra Riccò e il riassorbimento di Casanova dal comune di Bolzaneto.
Dal 1973 al 31 dicembre 2008 ha fatto parte della Comunità montana Alta Val Polcevera e, con le nuove disposizioni della legge regionale n. 24 del 4 luglio 2008, fino al 2011 della Comunità montana Valli Genovesi Scrivia e Polcevera.

### Simboli
Stemma
Gonfalone
Lo stemma e il gonfalone sono stati concessi con il decreto del presidente della Repubblica n. 2371 dell'8 luglio 1980.

Nello stemma vengono rappresentati i principali simboli del Comune: il torrione del castello costruito dagli Adorno nell'attuale frazione di Vicomorasso, la scala a pioli simboleggiante la famiglia Cambiaso, originaria di Cremeno, una spina di botte a rappresentanza degli Spinola e l'orso che, secondo la tradizione, fu reso mansueto da sant'Olcese.

## Monumenti e luoghi d'interesse

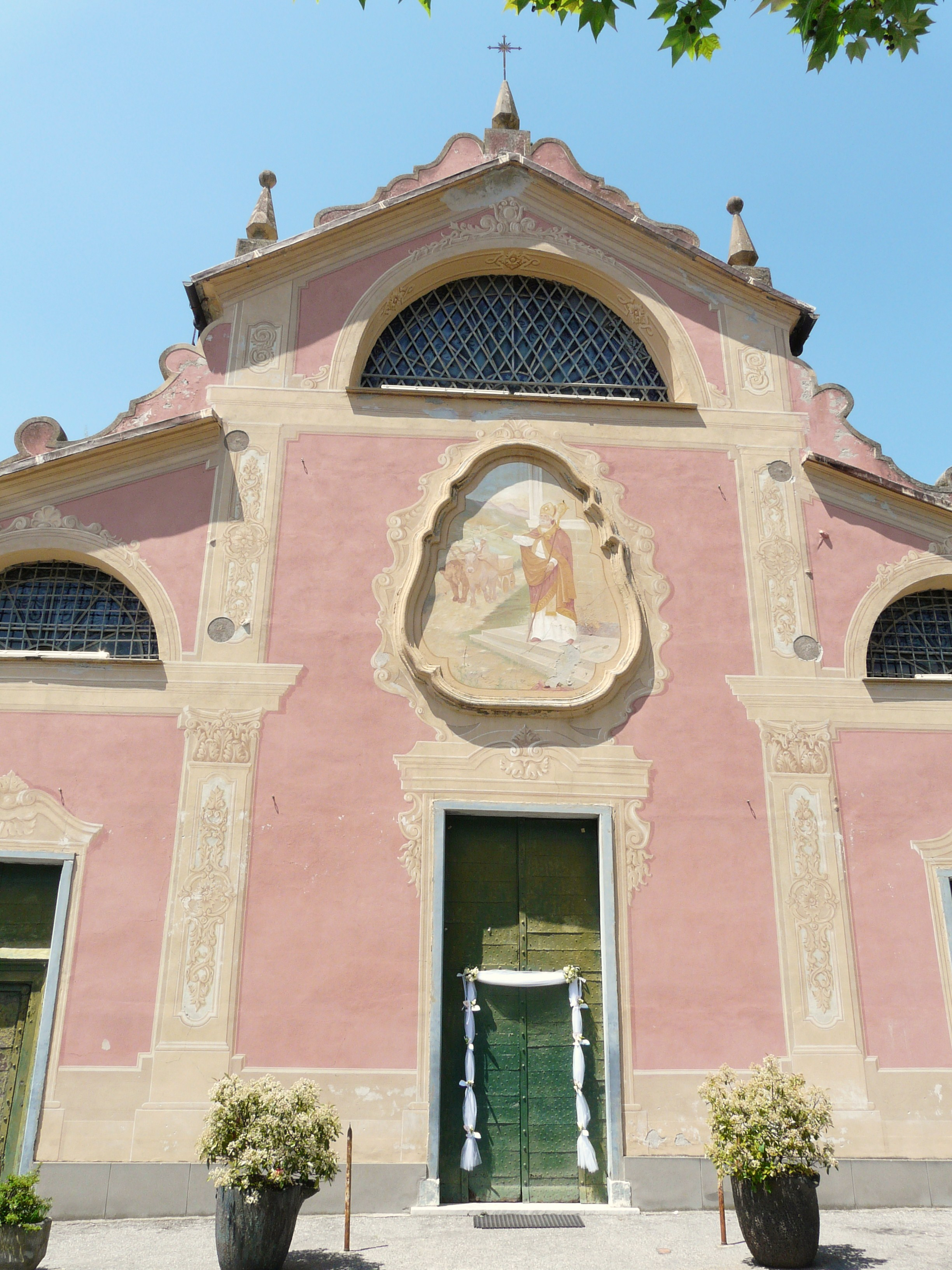
La chiesa parrocchiale di Sant'Olcese nella frazione omonima

### Architetture religiose
- Chiesa parrocchiale di Sant'Olcese nella frazione che dà il nome al comune. Citata per la prima volta in un documento storico del 1143, probabilmente la costruzione della prima chiesa risale forse all'opera dei monaci colombaniani. Ricostruita nel 1387 a tre navate fu solennemente consacrata nel 1635. Conserva i resti mortali del santo omonimo, in un'urna di legno dorato, dal 1823.
- Oratorio di San Giovanni Battista nella frazione di Sant'Olcese, del XVII secolo.
- Chiesa parrocchiale di Santa Margherita nella frazione di Casanova, dell'XI secolo.
- Oratorio di San Lorenzo nella frazione di Casanova, del XVII secolo.
- Chiesa parrocchiale di Santa Maria Assunta nella frazione di Comago. Una prima cappella sembrerebbe risalente al 407, secondo una lapide presso la chiesa di Sant'Olcese, la prima citazione dell'edificio risale al 19 febbraio del 1191. Gli ultimi restauri risalgono al 1890.
- Chiesa parrocchiale di San Martino nella frazione di Manesseno. Citata in un atto notarile del 1º febbraio del 1188 e suffraganea della comunità di Sant'Olcese, fu dal 1411 unita alla parrocchia di Comago e quindi autonoma dall'aprile del 1639. La struttura è composta da tre navate a croce latina. Conserva opere di Anton Maria Maragliano, Achille de Lorenzi e Luigi Gainotti.
- Chiesa del Santissimo Nome di Maria nella frazione di Manesseno. La nuova chiesa fu voluta da don Schiaffino nel 1962 per l'accrescere della popolazione frazionaria su un terreno privato acquistato, due anni prima, da don Paggi. Tuttavia, per mancanza di fondi, l'edificio non è stato concluso come da progetto originale.
- Cappella del Sacro Cuore di Gesù nella frazione di Manesseno, realizzata negli anni sessanta del Novecento.
- Chiesa parrocchiale di Nostra Signora del Rosario e San Bernardo nella frazione di Torrazza, edificata nel XX secolo.
- Oratorio di San Bernardo nella frazione di Torrazza, risalente al XVII secolo.
- Chiesa parrocchiale dei Santi Rocco e Sebastiano nella frazione di Trensasco. Nella frazione di Trensasco si ha notizia dal 1581 di una cappella intitolata ai santi Sebastiano e Rocco, succursale della parrocchia di Santa Margherita di Casanova. La chiesa attuale fu costruita nel 1870 nei pressi della primitiva cappella ed eretta in parrocchia nel 1951.

### Architetture civili
- Villa Serra. Nei pressi della frazione di Comago, a poca distanza dal torrente Secca, si trova la settecentesca villa Serra-Pinelli, affiancata dalla palazzina neogotica fatta costruire nel 1851 dal marchese Orso Serra. Il complesso architettonico è circondato da un grande parco all'inglese, anch'esso realizzato alla metà del XIX secolo, quando il marchese Orso Serra decise di operare una radicale trasformazione delle proprietà acquistate dalla famiglia Pinelli. Dopo i primi lavori di restauro durati un decennio, il parco è stato riaperto al pubblico nel 1992. I lavori di restauro sono stati completati nel 2004.
- Villa Lagorio nella frazione di Manesseno, del XVIII secolo.
- Villa Santa Rosa, già villa Rocca - Rosazza - Vitale, nella frazione di Manesseno. Risalente al XVIII secolo, oggi è una casa di riposo.
- Palazzo Grillo nella frazione di Sant'Olcese, del XVII secolo.
- Villa Cambiaso nella frazione di Sant'Olcese, del XVII secolo.

### Architetture militari

#### Forte Diamante
Nel territorio del comune di Sant'Olcese si trova il forte Diamante, che domina il versante sinistro della valle del Sardorella dalla vetta del monte omonimo (667 m s.l.m.), ed è la più arretrata delle strutture difensive che circondavano la città di Genova. Fu costruito nella seconda metà del Settecento e poi completato e trasformato nei primi decenni dell'Ottocento. Il monte, in posizione dominante tra la val Polcevera e la val Bisagno costituiva un ottimo posto di osservazione e pare che già nel XIV secolo vi sorgesse una fortificazione, successivamente distrutta. Durante la guerra di successione austriaca, nel 1747, vi si trovavano postazioni militari provvisorie e la zona fu teatro di scontri tra i difensori di Genova e gli austriaci.

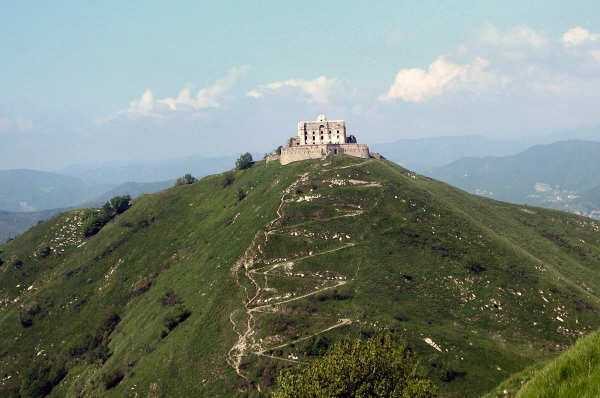
Forte Diamante

Subito dopo questa guerra fu decisa la costruzione dell'attuale forte (poi ampliato e modificato dopo il 1815, quando la Liguria entrò a far parte del regno sabaudo). Il 30 aprile 1800, durante il blocco di Genova da parte di austriaci e inglesi (mentre la città era occupata dalle truppe napoleoniche), nella zona del forte avvenne una violenta battaglia tra le truppe austriache di Hohenzollern e quelle francesi del generale Andrea Massena; queste ultime ebbero la meglio grazie anche ai rinforzi mandati in soccorso dagli occupanti del forte comandati dal capitano Bertrand. Definitivamente dismesso dal demanio militare nel 1914, il forte andò incontro a un progressivo degrado, fino al recente, ma modestissimo e parziale restauro, a cura del comune santolcesino.
Durante la Resistenza, il vicino monte Sella fu teatro, il 14 aprile 1945, di un feroce scontro fra una centinaio di soldati nazisti e la Brigata Partigiana "Balilla" (una quarantina di uomini) comandata da Angelo Scala detto Battista; i partigiani, subirono due morti (Zamperini e Faggioni) ma ebbero la meglio sui tedeschi facendone strage e ricacciandoli a valle. Per la durezza della Brigata "Balilla", i tedeschi non azzardarono alcuna rappresaglia. Oggi, presso il luogo della battaglia, è una piccola chiesetta in memoria dei partigiani e di tutti coloro che persero la vita nello scontro del 14 aprile 1945.
Nei mesi precedenti altri scontri minori avevano avuto luogo nella zona di Busalletta, quando i partigiani attaccarono forze nazi-fasciste viaggianti sul treno a scartamento ridotto che unisce Genova a Casella.

### Aree naturali

#### Sentiero botanico di Ciaè
È un percorso naturalistico creato negli anni ottanta del Novecento dai volontari della Guardia Antincendi di Sant'Olcese. Dal 1995 il sentiero è collegato all'Alta Via dei Monti Liguri.
Partendo dalla località Ronco, presso il paese di Sant'Olcese, il sentiero scende nella valle del rio Pernecco (affluente del Secca) e raggiunge il borgo di Ciaè, ormai abbandonato da anni, dove in un'antica costruzione presso un ponte tardo medievale, anch'esso restaurato, è stato realizzato un rifugio attrezzato con 14 posti letto.
Numerosi cartelli esposti lungo il percorso descrivono le specie arboree, tipiche dei boschi liguri, presenti nell'area.

## Società

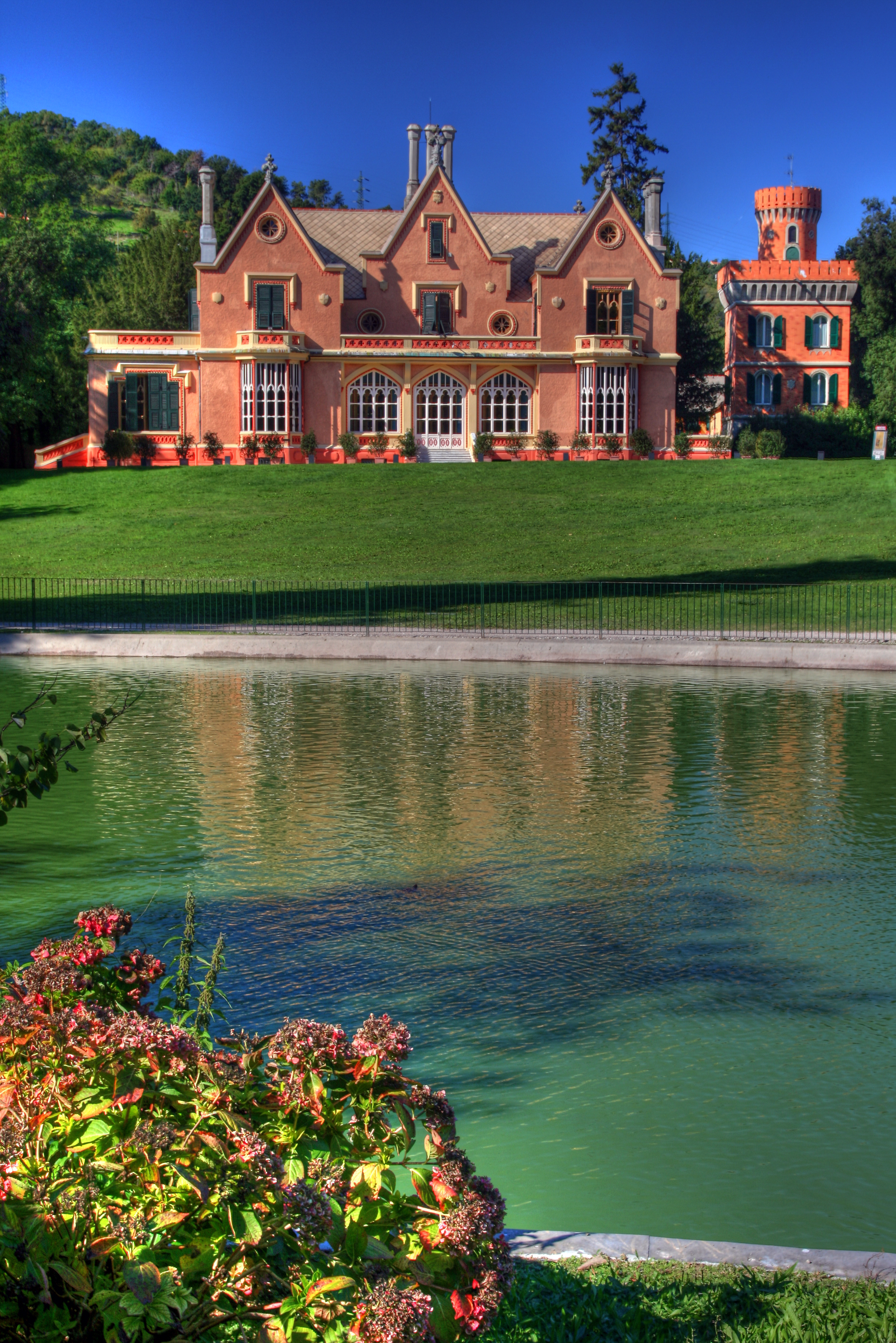
La villa Serra di Comago

### Evoluzione demografica
Abitanti censiti

### Etnie e minoranze straniere
Secondo i dati Istat al 31 dicembre 2022, i cittadini stranieri residenti a Sant'Olcese sono 154, così suddivisi per nazionalità, elencando per le presenze più significative:
1. Romania, 39

## Cultura

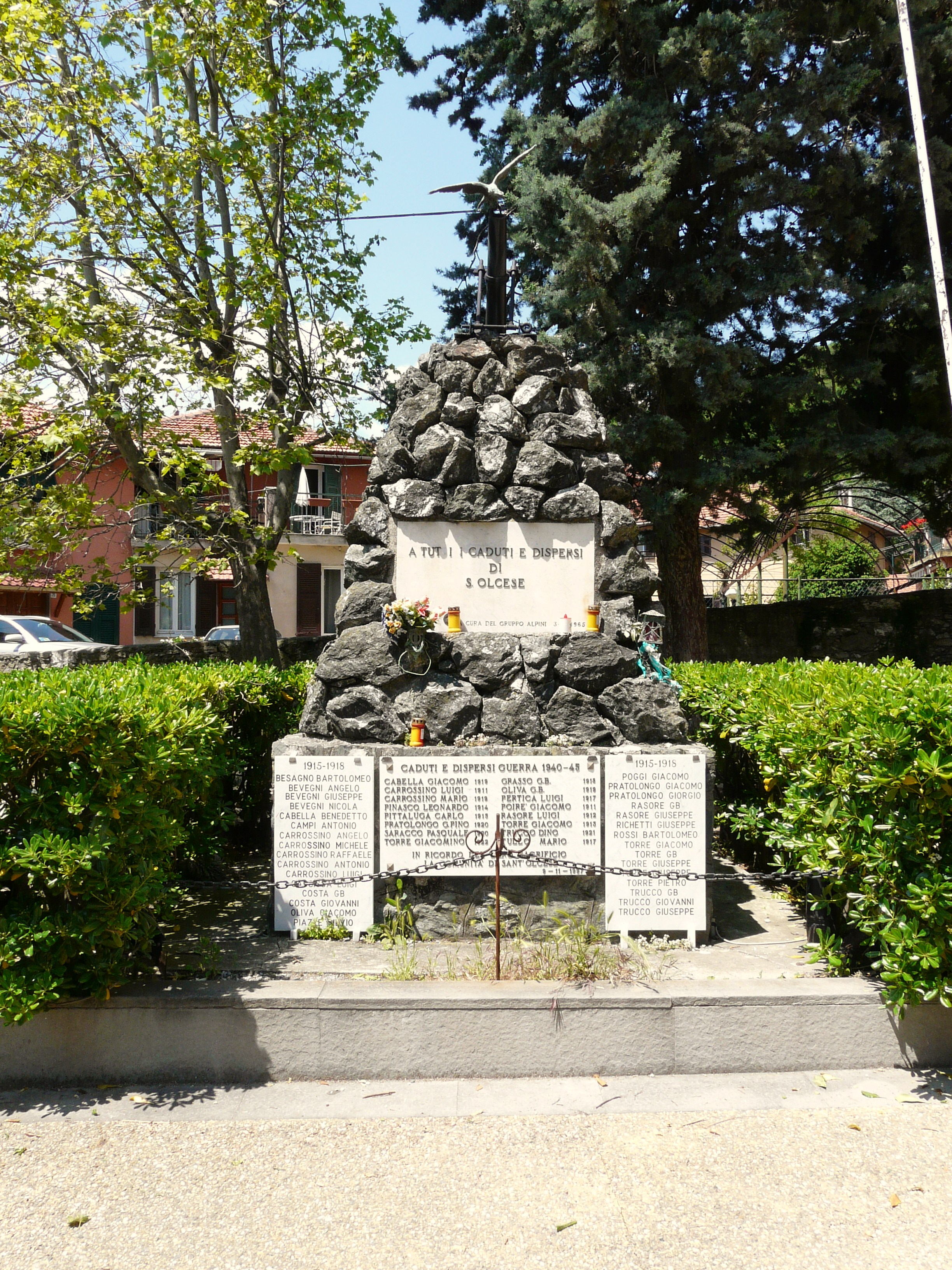
Monumento ai caduti di Sant'Olcese

### Artisti
A Sant'Olcese è attiva dal 1993 una squadra di canto popolare chiamata I Giovani Canterini di Sant'Olcese. È stata fondata con lo scopo di praticare e diffondere il canto popolare genovese conosciuto con il nome di trallalero, stile di canto a più voci generalmente eseguito in coro e a cappella. L'attività del gruppo vocale è sostenuta da un'apposita associazione locale. La squadra di canto popolare I Giovani Canterini di Sant'Olcese è risultata, nel 1996, vincitrice del "Premio Città di Recanati - nuove tendenze della canzone d'autore" con il brano O trallalero Canson de 'na vitta di Paolo Besagno, contralto e direttore del gruppo. La formazione ha ottenuto numerosi riconoscimenti a livello nazionale e internazionale.
Altri nomi degni di nota sono: Maurizio Lastrico, nato a Genova, ma è cresciuto e ha vissuto nella frazione di Manesseno fino al 2006; Francesco Ciapica, cantante e chitarrista della band prog rock Il Tempio delle Clessidre.

### Eventi

#### MangiaForte
MangiaForte è un percorso escursionistico e culinario a tappe nato nel 2017, per iniziativa della Consulta Giovanile di Sant'Olcese. Nel 2020 diventa un'associazione senza scopo di lucro autonoma dalla stessa Consulta Giovanile. Il tracciato si snoda principalmente sui sentieri che attraversano varie frazioni del comune, arrivando fino al forte Diamante e terminando nella frazione di Casanova. Lungo il percorso vi sono diversi punti di ristoro, in ognuno di questi viene proposta un piatto della tradizione genovese o strettamente locale (ad esempio focaccia genovese, torte salate, formaggi e salumi di Sant'Olcese), accompagnata da vino o acqua. I prodotti sono scelti in base a criteri di territorialità e sostenibilità e la manifestazione è ecosostenibile: negli ultimi anni ha azzerato l'utilizzo della plastica all'interno dell'evento, garantendo il rispetto dell'ambiente naturale che la ospita. La manifestazione attira ogni anno centinaia di partecipanti, valorizzando sentieri e territori spesso poco battuti o dimenticati. Sul percorso si è soliti trovare anche postazioni dedicate agli artisti che vengono coinvolti per esibirsi durante l'arco della giornata, in una cornice molto suggestiva, quella dell'Appennino Ligure. L'evento è fondato sul volontariato e non ha scopo di lucro.

#### SantoRockFest

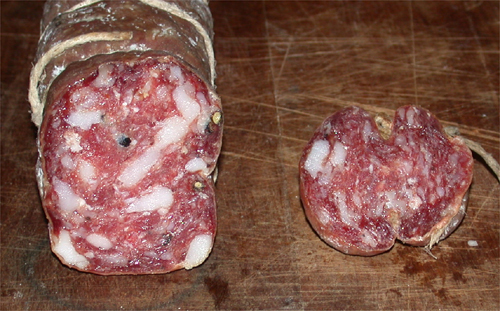
Il salame di Sant'Olcese

SantoRockFest era un festival di musica rock che si svolgeva nel contesto della villa Serra di Comago dal 2005 al 2011. Il Consorzio Villa Serra metteva a disposizione un palco attrezzato in mezzo alla natura che ogni anno accoglieva più di 20 band, sia emergenti sia di livello nazionale e internazionale.
Ispirato al "Borberock Festival" di Borghetto di Borbera (AL), il SantoRock era suddiviso in tre serate con l'intento di rappresentare le molteplici sfumature della musica rock a 360 gradi con il contributo di band sempre di ottimo calibro.
SantoRockFest era organizzato da un gruppo di musicisti locali, senza scopo di lucro e in maniera autonoma e indipendente, tutto al fine di riunire gli appassionati di musica in un evento all'aperto con stand gastronomici, birra, bancarelle di associazioni musicali e merchandising.

### Cucina
Il comune di Sant'Olcese è noto per la produzione del tipico salame macinato a grana grossa e a limitata stagionatura, inserito nell'elenco dei prodotti agroalimentari tradizionali italiani.

## Geografia antropica

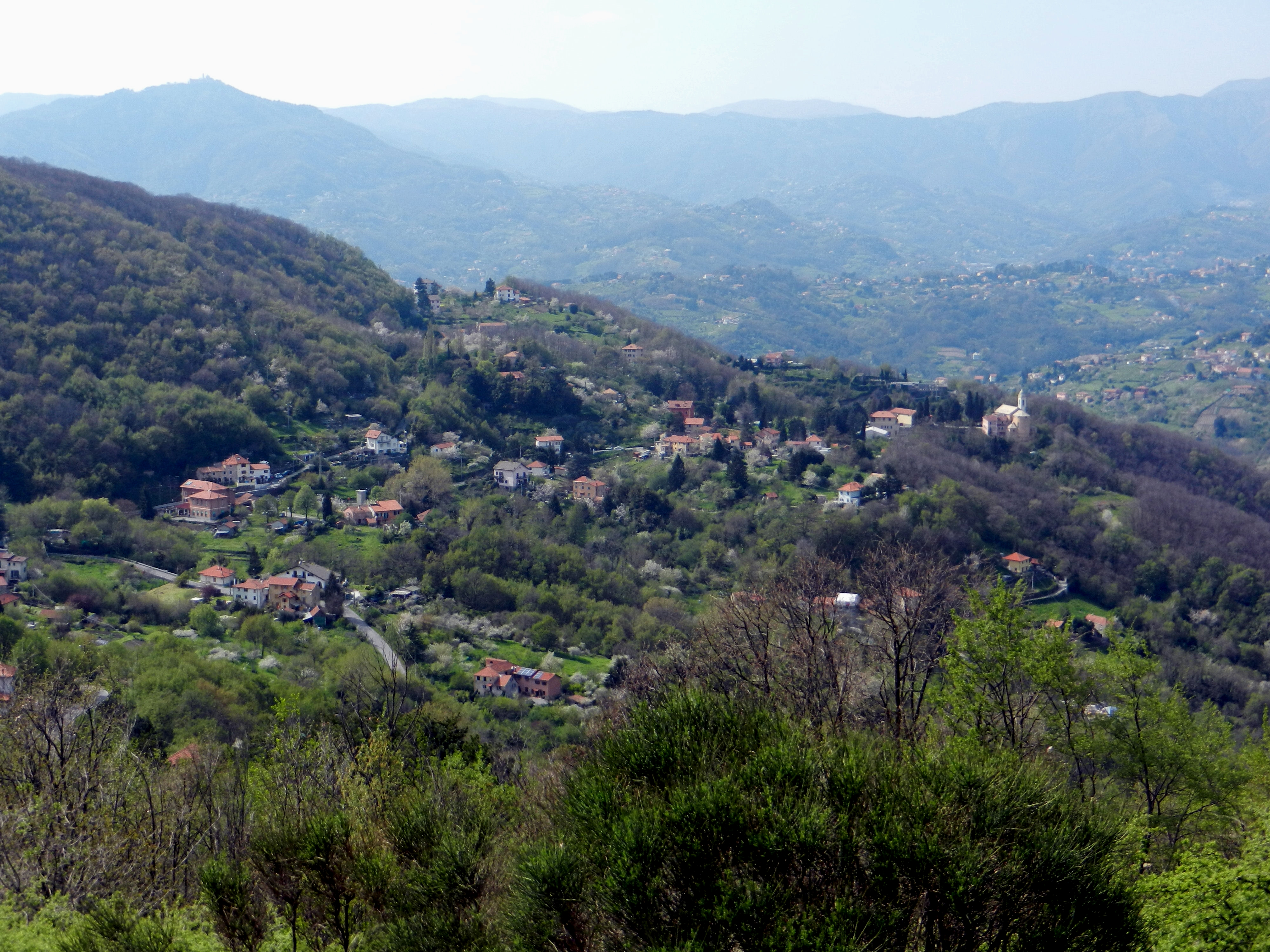
La frazione Casanova

Il territorio comunale si estende su 21,09 km2, confina a nord e ovest con il comune di Serra Riccò, a sud e ovest con Genova, a est con Montoggio ed è costituito da nove frazioni:
- Arvigo (41 abitanti)
- Casanova (211 abitanti)
- Comago (388 abitanti)
- Manesseno (il centro più popoloso, con 2 383 abitanti)
- Piccarello (capoluogo comunale, con 335 abitanti)
- Sant'Olcese chiesa (363 abitanti)
- Torrazza (272 abitanti)
- Trensasco (163 abitanti)
- Vicomorasso (366 abitanti)

## Economia
Le principali attività economiche sono legate all'agricoltura, con una buona produzione di ortaggi, frutta e vino, al settore produttivo di carattere alimentare, artigianale e industriale. In campo alimentare, di particolare pregio la produzione artigianale del salame di Sant’Olcese, incluso nell'elenco dei prodotti agroalimentari tradizionali italiani del Ministero dell'agricoltura, della sovranità alimentare e delle foreste.

## Infrastrutture e trasporti

### Strade
Il comune di Sant'Olcese è attraversato dalla strada provinciale 2 di Sant'Olcese che dal quartiere genovese di Bolzaneto percorre tutta la valle del torrente Sardorella, passando per Manesseno, Arvigo, Piccarello, Sant'Olcese e Busalletta; il collegamento viario si congiunge poi, nel territorio del comune di Serra Riccò, con la strada provinciale 3 di Crocetta d'Orero che porta a Casella.
Da Piccarello ha inizio la strada provinciale 43 di Torrazza che collega il comune con Molassana, quartiere di Genova nella val Bisagno.

### Ferrovie
Il territorio di Sant'Olcese è servito dalla ferrovia Genova-Casella con 11 stazioni: Trensasco, Campi, Pino, Torrazza, Sardorella, Vallombrosa, Vicomorasso, Sant'Olcese Chiesa, Sant'Olcese Tullo, Busalletta e Molinetti.

### Mobilità urbana
Dal comune di Genova un servizio di trasporto pubblico locale gestito dall'AMT garantisce quotidiani collegamenti bus con Sant'Olcese e per le altre località del territorio comunale.

## Amministrazione

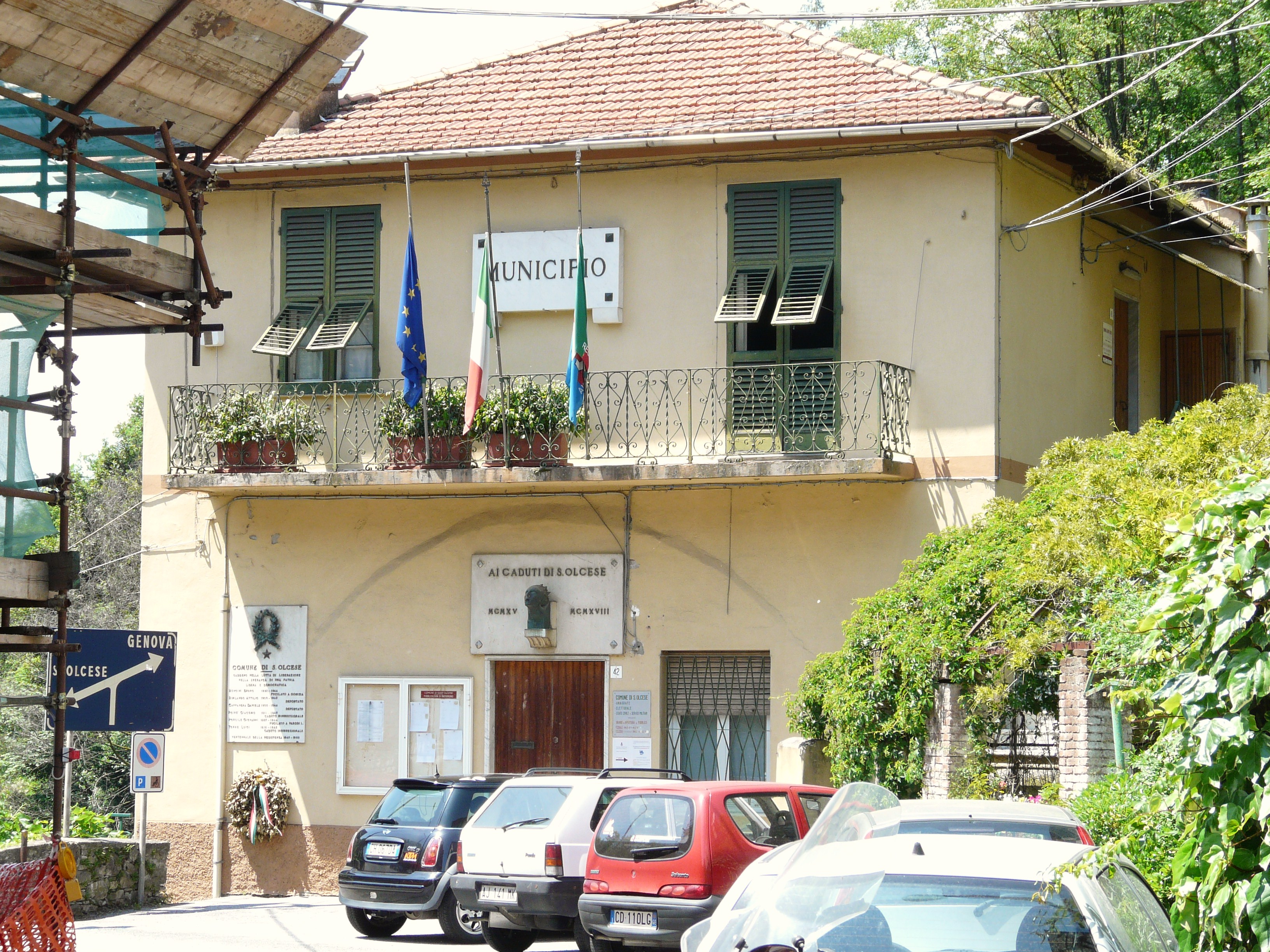
Il municipio nella frazione di Piccarello

| Periodo        | Periodo        | Primo cittadino     | Partito                                                          | Carica      | Note   |
| -------------- | -------------- | ------------------- | ---------------------------------------------------------------- | ----------- | ------ |
| 8 ottobre 1985 | 28 giugno 1990 | Angelo Giulio Torti | DC                                                               | Sindaco     |        |
| 12 luglio 1990 | 24 aprile 1995 | Angelo Giulio Torti | DC                                                               | Sindaco     |        |
| 24 aprile 1995 | 14 giugno 1999 | Angelo Giulio Torti | lista civica di centro-sinistra                                  | Sindaco     |        |
| 14 giugno 1999 | 14 giugno 2004 | Angelo Giulio Torti | Centrosinistra per Sant'Olcese (lista civica di centro-sinistra) | Sindaco     |        |
| 14 giugno 2004 | 8 giugno 2009  | Angelo Cassissa     | Centrosinistra per Sant'Olcese (lista civica di centro-sinistra) | Sindaco     |        |
| 9 giugno 2009  | 26 maggio 2014 | Angelo Cassissa     | Centrosinistra per Sant'Olcese (lista civica di centro-sinistra) | Sindaco     |        |
| 26 maggio 2014 | 27 maggio 2019 | Armando Sanna       | Centrosinistra per Sant'Olcese (lista civica di centro-sinistra) | Sindaco     |        |
| 27 maggio 2019 | settembre 2020 | Armando Sanna       | Centrosinistra per Sant'Olcese (lista civica di centro-sinistra) | Sindaco     | [ 21 ] |
| settembre 2020 | 4 ottobre 2021 | Sara Dante          | Centrosinistra per Sant'Olcese (lista civica di centro-sinistra) | Vicesindaco |        |
| 4 ottobre 2021 | in carica      | Sara Dante          | Centrosinistra per Sant'Olcese (lista civica di centro-sinistra) | Sindaco     |        |

### Gemellaggi
Sant'Olcese è gemellata con:
- Martorelles, dal 2002

Dal 2019 la Consulta Giovanile di Sant'Olcese, organo consultivo del Comune di Sant'Olcese, è gemellata con l'Associazione Giovanile Culturale Valley's Got Talent, con sede in valle Stura nei comuni di Masone, Rossiglione e Campo Ligure. Il gemellaggio nasce per scopi comunitari, artistici, solidaristici e ludici. Il sodalizio è sancito dalla frase "Giovani di tutte le Valli, unitevi!", un chiaro richiamo alla valorizzazione dell'entroterra e delle valli del Genovesato, tramite l'unione e la creazione di una rete fra le realtà giovanili più "di provincia".

## Sport
- Gruppo sportivo comunale Sant'Olcese[22], fondato nel 1978.
- Futura Genova ASD, società polisportiva attiva principalmente nella pallacanestro.